# American Society of Anesthesiologists
Die American Society of Anesthesiologists (Abk.: ASA) ist eine US-amerikanische Fachgesellschaft für Anästhesiologie.
Sie wurde 1905 zur Förderung der Kunst und Wissenschaft der Anästhesie als Long Island Society of Anesthetists von 9 Ärzten, darunter Adolf F. Erdman als Impulsgeber, bei einem Treffen im Long Island College Hospital gegründet. 1911 erweiterte sie sich auf 23 Mitglieder als New York Society of Anesthetists und wurde 1935 zur American Society of Anesthetists, Incorporated, die 1936 484 Angehörige hatte. 1945 gab sie sich den heutigen Namen.
Die ASA hat unter anderem ein Klassifizierungssystem (ASA-Klassifikation) entwickelt, das es ermöglicht, den körperlichen Status des einzelnen Patienten anhand seiner Vorerkrankungen und des Allgemeinzustandes abzuschätzen.